# 埃默拉爾德鎮區 (明尼蘇達州法里博縣)
埃默拉爾德鎮區（英語：Emerald Township）是位於美國明尼蘇達州法里博縣的一個行政鎮區。

## 歷史
埃默拉爾德鎮區於1866年成立，鎮區得名自愛爾蘭的其中一個別稱。

## 地方資料
埃默拉爾德鎮區的面積為92.92平方千米，當中陸地面積為92.85平方千米，而水域面積為0.07平方千米。根據2020年美國人口普查的數據，當地共有人口210人，而人口密度為每平方千米2.26人。